# Rebeca (nombre)
Rebeca es un nombre femenino de origen hebreo.

La primera mención al nombre se encuentra en el Antiguo Testamento (véase Rebeca (personaje bíblico)), como  Pareja  de Isaac y sin hijos y madre de Jacob y Esau.
Rebeca es uno de los nombres más populares para las niñas en Estados Unidos (a pesar de que en 2007 había caído hasta el puesto 105), Australia, Canadá, Irlanda, Reino Unido y Suecia.

## Etimología
Su significado en el hebreo más probable era 'conexión' o 'cautivante'. El idioma protosemítico tenía una raíz *r-b-q "juntar, ligar." Hay un cognado árabe رفق. Puede ser de origen arameo,  W. F. Albright sostuvo que significa ‘tierra’, y que era el nombre de una diosa-tierra. En griego también puede significar ‘fertilidad’.

## Onomástico
- 23 de marzo: Rebeca de Himlaia.

## Variantes en otras lenguas
- alemán: Rebekka, Rebekah, Rebecka, Rebecca, Rebeccah, Rebeca, Becka, Becke, Beke
- árabe: رفقة (Rifqa)
- búlgaro: Ребека (Rebeka)
- castellano: Rebeca, Rebe, Beca
- danés: Rebekka
- eslovaco: Rebeka
- francés: Rebecca, Rebèque
- gallego: Rebeca, Beca
- griego: Ρεβέκκα (Revekka)
- hebreo: רִבְקָה ,ריבה (Rivqa, Riḇqāh, Riva)
  - hebreo estándar: Rivqa
  - hebreo tiberiano: Riḇqāh
- húngaro: Rebeka, Baka
- inglés: Rebecca, Rebekah, Rebeccah, Becky, Bekah, Reba
- neerlandés: Rebecca, Rebekka
- polaco: Rebeka
- rumano: Rebeca
- ruso: Ревекка (Revekka)
- sueco: Rebecka